# El Gasco
El Gasco es una alquería del municipio de Nuñomoral, perteneciente a la provincia de Cáceres, en la comunidad autónoma de Extremadura (España). Situado en la comarca de Las Hurdes está enclavado entre montañas, a orillas del río Malvellido.

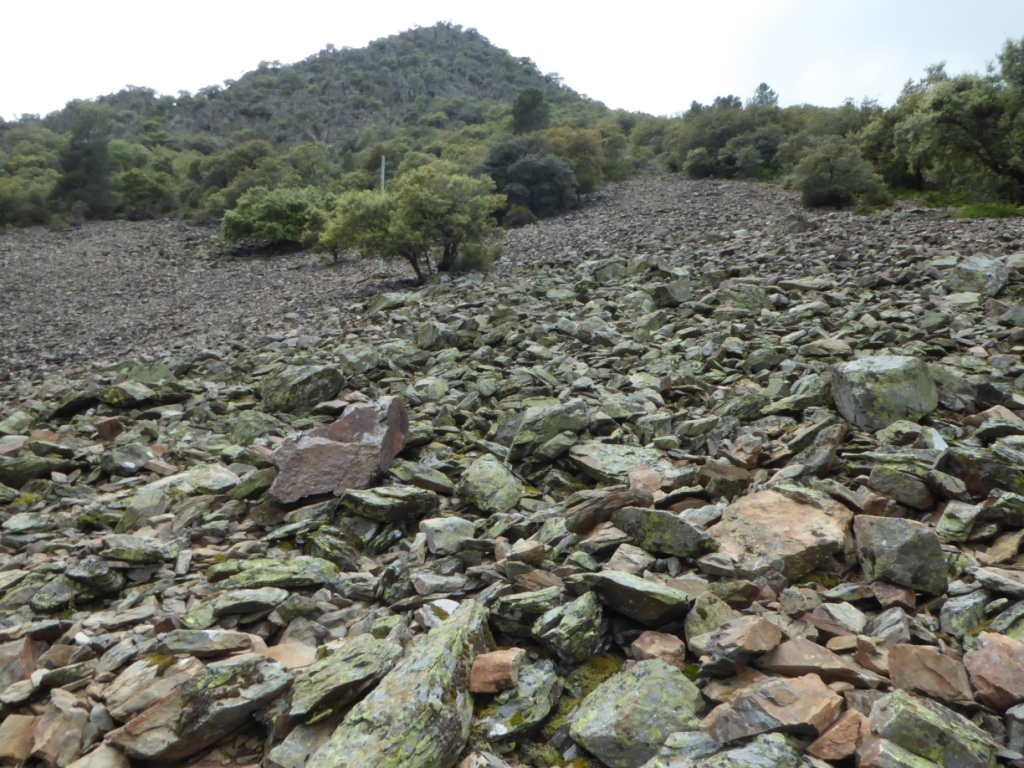
"El Volcán"

En sus cercanías se halla El volcán, declarado Lugar de Interés Científico en 2003. Se trata de un monte de 9700 m² que presenta un cráter de 10 metros, en cuyo interior hay roca fundida. Si bien tradicionalmente ha sido considerado un volcán, estudios científicos recientes constatan que su origen está en un meteorito que impactó en la zona hace más de un millón de años. Los restos de roca fundida del interior del cráter ha servido para la fabricación de objetos artesanales, principalmente pipas. Destaca una hermosa ruta que parte del núcleo urbano y bordeando el río, conduce hasta un espectacular salto de agua conocido tradicionalmente como Chorro de la Meancera.
Su economía ha estado basada en la inmigración. En los últimos años, con el desarrollo del turismo, la población cuenta con varios restaurantes, casas rurales y tiendas de productos de la tierra.
En primavera, hay mínimo 2 autobuses por semana llenos de turistas.
Aparcan auto caravanas y coches hasta la portilla de El Gasco